# Bulldogs de Minnesota-Duluth (hockey sur glace féminin)
Pour les articles homonymes, voir Bulldogs de Minnesota-Duluth.
Les Bulldogs de Minnesota-Duluth  sont une équipe de hockey sur glace féminin à Duluth au Minnesota. Les Bulldogs défendent les couleurs de l'Université de Minnesota-Duluth dans la conférence Western Collegiate Hockey Association (WCHA) au niveau du Championnat NCAA de hockey sur glace féminin. Au cours de leur histoire, les Bulldogs ont remporté cinq championnats nationaux de hockey féminin de la NCAA.

## Histoire des Bulldogs

### Les débuts
Avant la création des Bulldogs, une équipe de hockey féminin de l'Université de Minnesota-Duluth est fondée sous l'influence du Titre IX. Le premier tournoi féminin universitaire d'Amérique du Nord s'organise en 1978 à l'université du Minnesota-Duluth. L’équipe de l'université de Minnesota-Duluth remporte le titre de championne dans ce premier tournoi continental.
Le 21 mars 1994, l'État du Minnesota adopte une loi qui autorise les ligues féminines de hockey sur glace dans le sport scolaire, ceci rend le Minnesota le premier État américain à reconnaître le hockey féminin dans les institutions scolaires y compris dans les universités et collèges. En 1997-98, l'American Women's College Hockey Alliance (AWCHA) fait ses débuts. C'est un programme financé par le Comité olympique des États-Unis et par la Conférence Grant NCAA. La AWCHA organise plusieurs compétitions féminines avec des équipes universitaires dont l'équipe de l'Université Minnesota-Dukuth. Le 10 septembre 1997, le chancelier Kathryn A. Martin et le Directeur du département des sports Bob Corran de l'Université de Minnesota-Duluth annoncent que l'équipe de hockey féminin fera ses débuts dans la Division I NCAA pour la saison 1999-2000 et prendra le nom des Bulldogs. Le 20 avril 1998. Shannon Miller, entraîneur-chef de l'équipe Canadienne aux Jeux olympiques d'hiver de 1998, est embauchée comme entraîneur-chef des Bulldogs.

### Saison inaugurale (1999-2000)
Le 8 octobre 1999, les Bulldogs jouent leur premier match NCAA contre les Badgers du Wisconsin au Centre Kohl à Madison au Wisconsin. Ce match se termine par une victoire de 8-0 des Bulldogs sur les Badgers. La saison inaugurale des Bulldogs se poursuit avec une série victorieuse de 12 matchs. L'attaquante suédoise des Bulldogs Maria Rooth est sélectionnée meilleure joueuse de la semaine dans la conférence WCHA le 22 novembre 1999: c'est le premier titre honorifique dans l'histoire des Bulldogs. En janvier 2000, les Bulldogs remportent le tournoi du Lake Placid organisé par les Skating Saints de St. Lawrence. Chez les Bulldogs, les recrues Tuula Puputti (en) (gardienne de but), Hanne Sikio (en) (attaquante) et Brittny Ralph (défenseur) sont nommées dans l'équipe d'étoiles du tournoi. La première défaite des Bulldogs dans leur conférence WCHA survient le 11 février 2000 aux mains des Golden Gophers du Minnesota par un score de 4-3. Les Bulldogs terminent leur première saison au 1er rang et remporte le championnat de la conférence WCHA le 26 février 2000.

### Seconde saison (2000-01)
Le 25 mars 2001 en défaisant les Skating Saints de St. Lawrence par un score de 4-2, les Bulldogs remportent le championnat national NCAA. Maria Rooth est nommé joueuse la plus utile du Championnat tandis que ses coéquipières Tuula Puputti (en) et Brittny Ralph sont nommés sur l'équipe d'étoiles All-Tournament. Le 25 juin 2001, les Bulldogs sont honorés par le président George W. Bush à la Maison-Blanche. Ce sont les premières femmes d'une équipe de hockey à être invitées à la Maison Blanche.
Sept Bulldogs sont choisies pour rivaliser dans leurs différentes équipes nationales aux Jeux olympiques d'hiver de 2002 : Maria Rooth et Erika Holst jouent pour la Suède qui remporte la médaille de bronze tandis que Hanne Sikio (en) et Tuula Puputti (en) jouent pour la Finlande (une quatrième place) et Kristina Petrovskaia (en) joue avec l'équipe nationale de Russie qui termine cinquième aux Jeux olympiques. Les Bulldogs ont également deux joueuses dans la finale olympique: la médaillé d'or olympique Caroline Ouellette (du Canada) et la médaillé d'argent olympique Jenny Schmidgall-Potter (des États-Unis).

### Troisième saison (2001-02)
En 2002 les Bulldogs sont de nouveau championnes nationales de la NCAA au hockey féminin. Jenny Potter établit un record NCAA pour le plus grand nombre de buts dans un match avec 6. De son côté, Caroline Ouellette établit un record NCAA pour le nombre de buts marqués en désavantage numérique dans un match avec deux.
En décembre, les bulldogs jouent 2 matchs amicaux contre l'équipe nationale des États-Unis.23 février 2002, les Bulldogs remportent leur 50e victoire à vie dans l'histoire de la conférence WCHA.

### Quatrième saison (2002-03)
L'attaquante Bulldogs Maria Rooth établit le record pour le plus de points dans une carrière NCAA. Elle termine la saison avec 232 points au total, dont 119 buts. Le 23 février 2003, les Bulldogs décrochent le titre de championnes de la saison régulière WCHA. Les Bulldogs obtiennent leur troisième finale WCHA avec une victoire de 5-3 sur les Golden Gophers du Minnesota. Le 23 mars 2003, les Bulldogs remportent leur troisième Frozen Four NCAA de leur histoire en défaisant le Crimson d'Harvard 4-3 en prolongation. Nora Tallus marque le but victorieux à 4:19 minute dans la deuxième période de prolongation. Le match a lieu à Duluth, devant la plus grande foule de hockey féminin de l'histoire de la NCAA (5167 supporteurs en délire).
Le 17 juin 2003, les Bulldogs sont honorés pour la troisième fois à la Maison Blanche par le président George W. Bush. Le personnel d'entraîneurs des Bulldogs est nommé par l'American Association of Coaches College comme le personnel d'encadrement de hockey féminin de la décennie.

### Sixième saison (2004-05)
Dans la saison 2004-05, Caroline Ouellette est un facteur de plus de 60 pour cent de buts marqués par les Bulldogs. Le 9 novembre 2004, la gardienne de but des Bulldogs Riitta Schaublin est nommé la joueuse de la semaine USCHO. Elle arrête 63 de 67 tirs dans deux matchs consécutifs contre les Badgers du Wisconsin. Le 23 novembre 2004, pour la deuxième fois de la saison, Schaublin est nommé joueuse de la semaine USCHO. Elle effectue 62 arrêts dans une victoire contre les Golden Gophers du Minnesota.

### Huitième saison (2006-07)
Les Bulldogs terminent la saison avec un record de 24 victoires, 11 défaites et 4 matchs nulles. Leur dossier dans la Conférence WCHA est de 19 victoires, 6 défaites et 3 matchs nuls. Dans la grande finale de Championnat national NCAA, les Bulldogs sont vaincues par leurs rivales de toujours, les Badgers du Wisconsin. Amère défaite pour l'entraîneur-chef Miller Shannon.

### Neuvième saison (2007-08)
En fin de saison régulière, les Bulldogs obtiennent le titre de conférence WCHA et passent en séries éliminatoires. Le 15 mars 2008, en quarts-de-finale NCAA, les Bulldogs surmontent un déficit de trois buts et défont de justesse les Lakers du Mercyhurst par un score 5-4 . Le 20 mars, la gardienne de but des Bulldogs, Kim Martin effectue 41 arrêts contre les Wildcats du New Hampshire pour une victoire de 3-2 en demi-finale NCAA devant 3000 fans. Les Bulldogs se qualifient de nouveau pour une finale nationale. Les Bulldogs remportent leur quatrième titre national NCAA en battant 4-0 les championnes en titre, les Badgers du Wisconsin. C'est seulement le deuxième blanchissage dans l'histoire des matchs de championnats nationaux NCAA. La victoire est couronnée par une saison mémorable (33-4-1).
Le 26 juin, les Bulldogs font leur quatrième visite au président George W. Bush à la Maison Blanche. Les Bulldogs sont honorées lors d'une cérémonie au Rose Garden.

### Dixième saison (2008-09)
Les Bulldogs commencent leur dixième saison NCAA en tant que championnes en titre NCAA. Elles ont à défendre pour la quatrième fois dans l'histoire de leur club, leur titre nationale universitaire.
Au 10e anniversaire de la conférence WCHA sont honorés les Bulldogs Caroline Ouellette, Jenny Potter et Maria Rooth.
Le 22 novembre 2008, Elin Holmlov (en) marque quatre buts consécutifs contre le Fighting Sioux de North Dakota. C'est la première fois qu'une joueuse Bulldogs marque quatre buts consécutifs dans un match. Est-ce un mauvais présage ?

### Onzième saison (2009-10)
L'effectif de l'équipe est en renouvellement. Le 21 mai 2009, le Département des sports de l'université annonce que plusieurs vétéranes ne seront pas de retour et que huit nouvelles joueuses ont signé des lettres d'intention pour jouer avec les bulldogs à l'automne 2009. Les signataires comprennent les attaquantes Jessica Wong, Andrea Lanzl, Gina Dodge, la gardienne de but Jennifer Harss (en) et les défenseurs Mariia Posa, Audrey Bélanger-Cournoyer, Vanessa Thibault. Le 19 août, Shannon Miller, qui était en réflexion personnelle sur son avenir, signe un contrat d'extension jusqu'à la saison 2012-13.
Le 5 octobre, les Bulldogs de Minnesota Duluth sont classées no 6 dans le pays par USCHO.com. Le 31 octobre suivant, le numéro 1 du classement USCHOcom les Lakers du Mercyhurst College (en) subissent leur première défaite de la saison aux mains des Bulldogs de Minnesota-Duluth. Avec cette défaite, les Lakers tombent tandis que les Bulldogs progressent de match en match. Le 9 décembre, la jeune gardienne de but Jennifer Harss (en) est élue joueuse défensive de la semaine WCHA. Elle fait sa première apparition à vie dans la NCAA, le 4 décembre et effectue 40 arrêts sur 42 tirs dans une défaite de 3-1 face aux Badgers du Wisconsin. Puis le 6 décembre, Harss effectue 33 arrêts dans une nulle 2-2 avec les Badgers. La jeune gardienne poursuivra sa performance tout au long de la saison et le 7 mars, les bulldogs vainquent les Golden Gophers du Minnesota au score de 3-2 à Minneapolis pour remporter la finale des séries éliminatoires WCHA. C'est le cinquième championnat des Bulldogs en séries éliminatoires WCHA. Sur cette lancée, l'équipe remporte son 5e titre national NCAA, 3-2 en tir de barrage (après le temps règlementaire et le temps de prolongation du match de finale) contre le Big Red de Cornell. Jennifer Harss est l’héroïne de la saison.
Le 13 septembre, les Bulldogs de Minnesota-Duluth visitent de nouveau la Maison Blanche mais c'est un nouveau président qui les reçoit, Barack Obama.

### Douzième saison (2010-11)
Le 21 janvier 2011 lors de la cérémonie pour l'ouverture du nouvelle aréna AMSOIL, les Badgers gâchent la soirée et défont les Bulldogs 4-1 en face de 1639 fans déçus. Les Badgers étendent leurs victoires à 11 matchs consécutifs, le meilleur record dans la NCAA. Le 22 janvier, pour la deuxième fois cette saison, les Bulldogs se retrouvent dans un déficit de deux buts après la première période de jeu. Acculées au mur, les Bulldogs marquent trois buts dans les 11 dernières minutes du temps règlementaire pour faire un match nul 4-4 avec les Badgers qui sont en tête du classement de la conférence WCHA. Les Bulldogs terminent la saison au troisième rang derrière les Golden Gophers du Minnesota au deuxième rang, et les Badgers du Wisconsin au premier rang de la WCHA. Les Badgers seront les championnes nationales NCAA de 2010-11.

### Treizième saison (2011-12)
Pour la saison 2011-12, deux membres de l'équipe nationale féminine suédoise rejoignent les Bulldogs : Tina Enstrom (en) et Erika Grahm (en) qui ont toutes deux jouées pour la Suède aux Jeux olympiques d'hiver de 2010 à Vancouver. S'ajoutent à l'effectif des Bulldogs, deux canadiennes Bridgette Lacquette et Jenna McParland qui ont remporté la médaille d'argent aux derniers championnats mondiaux IIHF des moins de 18 ans.

## Saison par saison, les résultats
|  | = indique la conquête du championnat nationale universitaire américain |

| Saisons | V  | D  | N | Entraineur     | Série éliminatoire NCAA              |
| 2011-12 |    |    |   | Shannon Miller |                                      |
| 2010-11 | 22 | 8  | 3 | Shannon Miller | Championnes au NCAA Tournament berth |
| 2009-10 | 31 | 8  | 2 | Shannon Miller | Championnes nationales NCAA          |
| 2008–09 | 26 | 9  | 4 | Shannon Miller | Championnes au NCAA Frozen Four      |
| 2007-08 | 34 | 4  | 1 | Shannon Miller | Championnes nationales NCAA          |
| 2006-07 | 24 | 11 | 4 | Shannon Miller |                                      |
| 2005–06 | 22 | 9  | 3 | Shannon Miller |                                      |
| 2004–05 | 26 | 6  | 2 | Shannon Miller |                                      |
| 2003–04 | 20 | 12 | 2 | Shannon Miller |                                      |
| 2002–03 | 31 | 3  | 2 | Shannon Miller | Championnes nationales NCAA          |
| 2001–02 | 24 | 6  | 4 | Shannon Miller | Championnes nationales NCAA          |
| 2000–01 | 28 | 5  | 4 | Shannon Miller | Championnes nationales NCAA          |
| 1999-00 | 25 | 5  | 3 | Shannon Miller | Championne de conférence WCHA        |

Source

## Palmarès des Bulldogs
- Championnes nationales NCAA = 2001, 2002, 2003, 2008, 2010
- Championnes au frozen four NCAA = 2001, 2002, 2003, 2008, 2009, 2010
- Championnes NCAA tourneys = 2001, 2002, 2003, 2008, 2009, 2010, 2011
- Championnes du tournoi de conférence WCHA = 2000, 2001, 2003, 2008
- Championnes de la saison régulière WCHA = 2000, 2003, 2008

## Rivalités dans la WCHA
Les Bulldogs de Minnesota-Duluth sont des rivales traditionnelles aux Golden Gophers du Minnesota et ce tant au hockey masculin que féminin. La rivalité chez les femmes commence en 1998 lors du contrat d'embauche de Shannon Miller, qui a dirigé le Canada à la finale olympique de 1998 à Nagano. Nouvel entraineur-chef des Bulldogs, Miller recrute tout de suite des joueuses canadiennes, finlandaises et suédoises, dont quatre olympiennes. La rivalité grandit encore la saison suivant quand Miller recrute 2 joueuses non originaires du Minnesota : L'attaquante Jenny Schmidgall (qui produit 93 points dans la saison 1999-2000), et la défenseure Brittny Ralph (qui deviendra une leader et sera capitaine des Bulldogs). Dans la première saison (1999-2000) sous l'autorité de l'entraineur Miller, les Bulldogs perdent une seule fois aux mains des Golden Gophers dans leurs cinq matchs, dont une victoire importante des Bulldogs en finale de conférence WCHA.

## Affluence des supporteurs
L’Aréna AMSOIL a une capacité 6 800 sièges mais malgré les succès de l'équipe féminine, il y a rarement une grande foule de supporteurs. L'équipe féminine des Bulldogs attirent en moyenne 610 supporteurs par match et ce même en remportant cinq titres nationaux NCAA, plus que tout autre équipe du campus. L'équipe de hockey masculin des Bulldogs a en moyenne une fréquentation de 4 253 supporteurs par match après avoir remporté qu'un seul titre national NCAA.

## Joueuses notables
Plusieurs Bulldogs ont une carrière internationale et ont participé à des Jeux olympiques :
- Maria Rooth, en 2002 (pour la Suède).
- Erika Holst, en 2002 (pour la Suède).
- Hanne Sikio (en), en 2002 (pour la Finlande).
- Tuula Puputti (en), en 2002 (pour la Finlande).
- Kristina Petrovskaïa (en), en 2002 (pour la Russie).
- Caroline Ouellette, en 2002, 2006 et 2010 (pour le Canada).
- Jenny Schmidgall-Potter[27], en 1998, 2002, 2006 et 2010 (pour les États-Unis).
- Haley Irwin, en 2010 (pour le Canada).
- Mariia Posa, en 2010 (pour la Finlande).
- Saara Tuominen, en 2010 (pour la Finlande).

Au total, sept anciennes Bulldogs ont remporté des médailles olympiques. Fait inusité, une ancienne Bulldogs, Leah Wrazidlo est maintenant une arbitre au hockey. Elle a arbitré plusieurs matchs lors des Jeux olympiques d'hiver de Vancouver. Wrazidlo est la première femme à arbitrer un match de hockey masculin international en 2005.
Quatre Bulldogs ont été nommées parmi les finalistes du trophée Patty Kazmaier: Noémie Marin en 2006 et 2007, Riitta Schaublin en 2006, Emmanuelle Blais en 2010 et Laura Fridfinnson en 2010.
Maria Rooth est la seule athlète féminine de l'université du Minnesota Duluth (hommes et femmes dans tous les sports NCAA) à avoir son numéro de maillot retiré à vie.